# Тартаул
Тартаул (рум. Tartaul) — село в Кантемірському районі Молдови. Утворює окрему комуну.